# 성기영 (야구인)
성기영(成基永, 1937년 10월 11일~ )은 전 대한민국의 야구 선수이자 KBO 리그 롯데 자이언츠의 감독이다.
경북 달성 출생. 일본에서 생활하다 초등학교 5학년때 부산으로 둘아왔다. 부산 남일초등학교 6학년 때 야구부에 입문. 일본에서 야구를 접한 경험이 있어서인지 금세 두각을 드러내며 빠른 발과 뛰어난 야구 센스로 팀에서 1,3번 타자를 도맡았다.
대신중-부산상고를 거친 성기영의 포지션은 고교때까지 유격수였지만 실업(육군)시절부터 2루수로 변경하였고, 1950 ~ 60년대 한국 야구 국가 대표팀의 2루수로 활약했다.
그가 태극 마크를 처음 단 시기는 50년대 말. 1959년 제3회 아시아 야구선수권, 1963년 제5회 아시아 야구선수권에 참가. 5회 대회에는 우승을 차지했다. 육군-대한통운-한국미창-해운공사-크라운맥주-한일은행 등에서 현역 생활을 한 이후 서울 상문고에서 첫 지도자 생활을 시작, 모교인 부산상고에서 76년부터 79년까지 감독직을 맡았으며, 79년부터 86년까지 대구 경북고-대구고-영남대 감독 등을 역임한 뒤 국가대표 감독을 맡았다.
그 후, 1987년 1월 13일부터 2년 계약으로 롯데 자이언츠 감독을 맡았으나 김용희 한문연 박영태 등 주축선수들이 줄줄이 부상으로 쓰러져 전기 3위, 후기 3위에 그치자 시즌 후 감독직에서 물러났다.
이후, 2군 활성화를 위해 1991년 태평양 돌핀스 2군감독으로 부임했는데 1990년 11월 3일부터 4년 임기 형식으로 태평양 돌핀스 감독에 부임한 박영길 감독이 기존 '김성근 사단'의 일원이었던  신용균 수석코치와 불화를 빚어 전체 코칭스태프가 동요하는 바람에 계약기간을 3년 남기고 물러난 뒤 정동진 감독이 후임으로 발탁되어 1.5군 감독으로 변경됐으며 박영길 감독이 부임하면서 1군 투수코치로 영입된 이선덕 코치가 2군감독으로 자리를 옮겼고 '김성근 사단'의 또다른 잔류 멤버인 신용균 최주억 이종도 박상열 김대진 이근식 코치 등이 팀을 떠나야 했는데 박영길 감독은 기존 코치진 유임을 밝혔으나 이들은 전임 김성근 감독이 길러놓은 사람들이라 원만한 팀운영이 의문시된다는 지적이 있었으며 김진영 감독이 1989년 11월 9일부터 2년 계약 형식을 통해 롯데 감독을 맡으면서 같은 달 30일부터 1년 계약으로 롯데 투수코치를 맡았지만 김진영 감독이 1990년 초반 한때 상위권을 질주했음에도 팀 순위 다툼이 치열해지자 당초 구상과는 달리 중반 이후 서서히 등판시키겠다던 박동희를 선발-마무리 할 것 없이 마구잡이로 투입시켰고 이 때문에 정작 승부처인 후반기 이후부터 힘을 쓰지 못하여 시즌 도중 해임된 데다 같은 해 말 강병철 감독이 재부임하면서 소위 '김진영 라인' 지우기에 따라 퇴출된 장명부 투수코치 영입도 구단 측의 반대로 무산됐으며 김진영 감독은 1990년 이후 프로야구계에 돌아오지 못했고 박영길 감독 부임과 함께 물러난 기존 코치는 박용진 코치가 유일했다.
이후, 1989년 11월 14일 3년 계약 형식으로 쌍방울 레이더스 초대 감독을 맡았던 김인식 감독이  1991년 말 구단주 대행 겸 쌍방울 부회장으로 취임한 이용일 전  KBO 총재특보와의 마찰 뿐 아니라 3년 계약 종료로 자연스럽게 물러난 뒤 이용일 구단주 대행처럼 소위 '일본통'이었던 신용균 감독이 3년 계약 형식으로 부임하자 쌍방울 2군감독으로 자리를 옮겼는데 신용균 감독은  외국인 선수 영입 과정에서 본인(신용균)과 달리 소위 '미국통'이었던  한동화 수석코치와 불화를 보여 결국 1년 만에 해임됐으며 재일동포 출신  김성근 전 삼성 감독이 후임 물망에 올랐지만 계약 조건 뿐 아니라 코치선임 문제로 불발되자   한동화 코치가 2년 계약 형식으로 감독 승격했고 이 과정에서 수석코치로 보직이 변경됐다.
그 뒤, 김우열 전 OB 코치가 1994년 6월 13일 1군 타격코치로 영입되면서 생긴 개편에 따라 2군감독으로 돌아왔는데 한동화 감독은 자신과 똑같은 '미국통'이었던 김인식 창단 감독이 그랬던 것처럼 소위 '일본통'인 이용일 구단주 대행과 사이가 좋지 않았으며 결국 1995년 시즌 연패를 반복하여 도중하차했고 시즌 뒤 김성근 감독이 부임하면서 생긴 개편에 따라 팀을 떠나야 했으며  2001년부터 삼성 라이온즈의 스카우트 부장을 맡고 있는데 부산상고 시절 인연을 맺었던 윤학길을 어깨가 강하다는 이유 때문에 고등학교 진학과 함께 2루수에서 투수로  전향시키기도 했다.

## 경력
- 영남대학교 감독
- 롯데 자이언츠 감독: 1987년 1월 (계약금 연봉 각 3000만 원, 2년[21])